# Subjecte (sintaxi)
El subjecte és un dels components fonamentals d'una oració i una funció sintàctica present en la majoria d'escoles de lingüística. Té una relació de concordança amb el verb.

## Definició
El concepte de subjecte varia en funció de la perspectiva sintàctica adoptada i els criteris que cada escola adopta per definir tant l'oració com les relacions que es produeixen al seu interior.
El subjecte sempre respon a les preguntes, (què/qui), protagonitza l'acció.

### El subjecte en la gramàtica tradicional
La sintaxi anomenada tradicional, d'arrels grecollatines, considera que el subjecte és allò que s'oposa al predicat, distinció que neix de la lògica, la qual considera que un subjecte és una entitat de la qual es predica (afirma o nega) quelcom. Per tant, segons la gramàtica tradicional qualsevol oració es divideix en dues parts fonamentals: el subjecte i el predicat, essent el predicat allò que es diu del subjecte. L'excepció radica en les frases que presenten impersonalitat sintàctica, aquelles oracions que no tenen subjecte sinó únicament predicat.

### El subjecte en la gramàtica de valències
La gramàtica de valències considera que el verb és el nucli de l'oració i que, segons els seus requeriments semàntics i sintàctics, exigeix obligatòriament la presència d'un o més arguments o complements. El subjecte és aleshores l'element que acompanya els verbs de valència 1, monovalents o verbs intransitius. Per exemple el verb "dormir" és de valència 1, ja que només requereix un subjecte per formar una frase correcta ("X dorm"). Aquest subjecte és obligatori a nivell gramatical encara que no es manifesti fonèticament en les llengües que ho permeten (el que es coneix com a subjecte elidit o subjecte nul), per exemple en castellà es pot dir "Carlos duerme" o simplement "duerme" si el referent o la persona que dorm es dedueix del context, mentre que en anglès cal especificar sempre "He sleeps".

## Característiques
El subjecte correspon al cas nominatiu en aquelles llengües que permeten la declinació i a categories equivalents al sintagma nominal en aquelles llengües no flexives.
Semànticament acostuma a tenir uns papers temàtics concrets que intenten englobar els sentits que pot presentar un subjecte en una frase. El més comú és el d'agent, la persona o entitat que comet l'acció ("La Joana dibuixa molt bé"). Si l'oració apareix en veu passiva, el subjecte sol ser el pacient de l'acció expressada pel verb ("Els alumnes van ser expulsats per la professora"). Molts verbs que indiquen percepció o sensació s'acompanyen d'un subjecte que fa d'experimentador ("El Carles va sentir un soroll estrany"). La nòmina de papers temàtics, però, no està tancada, ja que a vegades un subjecte pot tenir el paper normalment reservat a altres complements, com a "La clau vermella obre la porta de la dreta", on el significat és d'instrument, noció expressada usualment per un complement circumstancial ("El conserge va obrir la porta de la dreta amb la clau vermella"), per exemple.
El verb concorda amb el subjecte en temps, nombre i persona en els idiomes que presenten aquests trets gramaticals. Per influència de la llengua oral, però, poden aparèixer oracions on no es respecti la concordança, en especial en subjectes que designen col·lectius o aquells formats per la coordinació de diversos elements. La concordança verbal està estretament lligada a la possibilitat d'elidir el verb perquè sovint la conjugació verbal més la informació del context ja permeten reconstruir la identitat del subjecte.
Des del punt de vista informatiu, es diu que el subjecte tendeix a ser el tema del discurs (oposant-se al predicat que seria el rema): és la informació ja coneguda que serveix d'ancoratge o punt de referència respecte a les noves dades que es van aportant i ajuda a mantenir la coherència discursiva.

## El subjecte en català
El subjecte de les oracions de la llengua catalana es localitza perquè concorda en persona i nombre amb el verb, per tant si es canvia aquest de singular a plural o a la inversa, s'ha de modificar obligatòriament aquell element que fa de subjecte. Es permeten els subjectes elidits.
Les estructures que poden fer de subjecte en català són: un substantiu amb complements o sense ("La casa de la Mariona és força gran"), un pronom tònic ("Ells han arribat abans"), una oració subordinada substantiva ("M'agrada que vinguis amb mi de passeig"), un infinitiu ("Fumar és la principal causa de càncer de pulmó") o un element que ha patit substantivació ("El més callat després resulta ser el guanyador").
Com que és una llengua SVO, el català acostuma a tenir el subjecte en primera posició, és el lloc no marcat, i allà on es pot deduir quan està elidit. El subjecte, tanmateix, es pot posposar si es vol donar èmfasi a un determinat element o en algunes estructures, com ara les formades amb verbs valoratius o d'emoció ("M'encanta aquesta cançó") o moltes oracions interrogatives ("Ha vist ja la mare aquest caos?").